# Mesorregión del Nordeste Rio-Grandense
La mesorregión del Nordeste Rio-Grandense es una de las siete mesorregiones del estado brasileño de Rio Grande do Sul. Es formada por la unión de 53 municipios de la Sierra Gaúcha agrupados en tres microrregiones.

## Microrregiones
- Caxias do Sul
- Guaporé
- Vacaria